# Kyle Lafferty
Kyle Joseph George Lafferty (Enniskillen, 16. rujna 1987.) je sjevernoirski nogometaš koji je član sjevernoirske nogometne reprezentacije i igrač norveškog Sarpsborga 08. Profesionalnu karijeru je započeo u 2005. godini u Burnleyju, gjde je skupio 89 nastupa. Prešao je u Rangers za 3,25 milijuna funti, gdje je tri puta osvojio škotsku prvu ligu, jednom škotski Kup i dva puta Ligu kupa. U 2012. godini je odlučio potpisati za švicarski FC Sion.  Iz Siona je se Lafferty preselio u talijanski Palermo.  U svojoj jedinoj sezoni u Palermu je osvojio Seriju B i tako izborio promociju u Seriju A. Nakon dvije godine je se ponovno vratio u Veliku Britaniju, gdje je potpisao za Norwich City.   Iz Norwich Cityja, Lafferty ponovno odlazi na posudbu u turski Çaykur Rizespor. Za Çaykur Rizespor je odigrao 14 utakmica i zabio dva pogotka. Nakon boravka u Turskoj, sjevernoirski napadač odlazi u Birmingham City na posudbu. Lafferty je napustio Norwich City u lipnju 2017. godine, nakon što mu je istekao ugovor s Kanarincima. Sjeverni Irac je se u srpnju te godine pridružio Heartsu kao slobodan igrač. Sa škotskim prvoligašem je Lafferty potpisao dvogodišnji ugovor. U kolovozu 2019. je se Lafferty pridružio norveškom Sarpsborg 08. Lafferty je za Norvežane debitirao u rujnu te godine, tijekom koje je dobio crveni karton.
Za sjevernoirsku nogometnu reprezentaciju je debitirao u 2006. godini i odigrao je preko 70 utakmica za domovinu. Svoj prvi gol za reprezentaciju je postigao u utakmici protiv Finske te iste godine. Trenutačno je drugi najbolji strijelac u povijesti sjevernoirske reprezentacije, nakon bivšeg reprezentativca Davida Healyja. Sjevernoirski nogometni izbornik objavio je u svibnju 2016. popis za nastup na Europskom prvenstvu u Francuskoj, na kojem se nalazio Lafferty. Igrao je u prvoj utakmici na Europskom prvenstvu protiv Poljske, koju je Sjeverna Irska izgubila s 1:0.